# Garliava
Garliava est, avec une population d'environ 13 322 habitants au recensement de 2001, la 28e ville de Lituanie. Elle est située dans l'apskritis de Kaunas au centre de la Lituanie, à 10 km au sud de Kaunas, la deuxième ville du pays.

## Histoire
La ville fut fondée au début du XIXe siècle, lorsqu'un hameau éponyme du nom de Godlewo, baptisé par déformation de prononciation Garliava par les paysans lituaniens, se forma sur les terres du comte polonais Joseph Godlewski. Celui-ci fit bâtir une église catholique (1809) en l'honneur de la Sainte-Trinité puis une église luthérienne (1814-1816). La ville faisant donc partie de l'Empire russe fut occupée par les bolcheviks en 1919. Ensuite, après la guerre contre la Pologne voisine et nouvellement indépendante qui revendiquait cette province, elle fit partie de la Lituanie indépendante.
Entre les deux guerres mondiales, la majorité de la population de la ville était juive. Les Juifs furent déportés ou exterminés pendant l'occupation allemande de cette partie de la Lituanie. Au cours de l'été 1941, 241 Juifs sont assassinés lors d'exécutions de masse perpétrées par un Einsatzgruppen d'allemands assistés de nationalistes lituaniens. La synagogue et l'église luthérienne furent détruites par le feu à l'été 1944. Ensuite la région intégra l'URSS jusqu'en 1991. Elle acquiert le statut de ville en 1958.

## Patrimoine
Garliava fait partie des communes ayant toujours un des six anciens cimetières juifs dans les environs de Kaunas. Les cinq autres cimetières sont situés à Čekiškė, Babtai, Vilkija, Vandžiogala et Zapyškis.